# Steed Tchicamboud
Steed Tchicamboud (Clichy, Francia, 18 de junio de 1981) es un entrenador de baloncesto francés. Antes de conducir equipos, se desempeñó como jugador profesional en la posición de base, actuando en varios clubes de diversas categorías y en la selección de su país.

## Trayectoria como jugador

### Clubes
| Club                    | País    | Año         |
| ----------------------- | ------- | ----------- |
| Élan Sportif Chalonnais | Francia | 1999 - 2002 |
| CS Autun Basket         | Francia | 2002 - 2003 |
| Saint-Quentin           | Francia | 2003 - 2005 |
| Châlons-en-Champagne    | Francia | 2005 - 2006 |
| Cholet Basket           | Francia | 2006 - 2008 |
| SLUC Nancy              | Francia | 2008 - 2010 |
| Élan Sportif Chalonnais | Francia | 2010 - 2014 |
| Limoges CSP             | Francia | 2014        |
| Chorale Roanne Basket   | Francia | 2015        |
| Paris-Levallois Basket  | Francia | 2015        |
| SLUC Nancy              | Francia | 2016        |

### Selección nacional
Tchicamboud jugó para la selección de baloncesto de Francia entre 2008 y 2011. Su mayor logro con el equipo nacional fue el vicecampeonato en el Eurobasket 2011, habiéndose sumado a la competición a último momento en reemplazo de Antoine Diot.

## Trayectoria como entrenador
Tras retirarse se desempeñó como asistente del entrenador en el Centre Fédéral de Basket-Ball. Posteriormente condujo equipo del ascenso francés como el ESC Trappes SQ Yvelines, el Cergy-Pontoise Basket Ball y el Sorgues BC. Asimismo en febrero de 2022 se sumó al equipo de entrenadores de la selección de baloncesto de Camerún encabezado por Sacha Giffa.